# 時代龍屬
時代龍屬（學名：Shidaisaurus）是獸腳亞目恐龍的一屬，是種基礎堅尾龍類。時代龍的正模標本（編號DML-LCA 9701-IV）缺失大部分尾椎、肋骨、肩帶、以及四肢骨頭，發現於中國雲南省的上祿豐組，年代屬於侏羅紀中期。時代龍是在2009年由吳肖春、菲力·柯爾（Philip J. Currie）、董枝明等人命名，模式種是金時代龍（S. jinae）。屬名與種名中的「金時代」，意指化石發現處附近的祿豐世界恐龍谷的所有方－金時代投資控股集團。